# Hughes-Passage
Die Hughes-Passage ist eine durch das Shackleton-Schelfeis eingenommene Meerenge an der Küste des ostantarktischen Königin-Marie-Lands. Sie trennt die Festlandmasse von Henderson Island.
Teilnehmer der Australasiatischen Antarktisexpedition (1911–1914) unter der Leitung des australischen Polarforschers Douglas Mawson benannten den Seeweg nach dem von 1915 bis 1923 amtierenden australischen Premierminister Billy Hughes (1862–1952).